# Windeck
Windeck er en by i Tyskland i delstaten Nordrhein-Westfalen med cirka 20.000 indbyggere. Den ligger i kreisen Rhein-Sieg-Kreis, cirka 35 km øst for Bonn og 35 km vest for Siegen.